# تری‌پاله

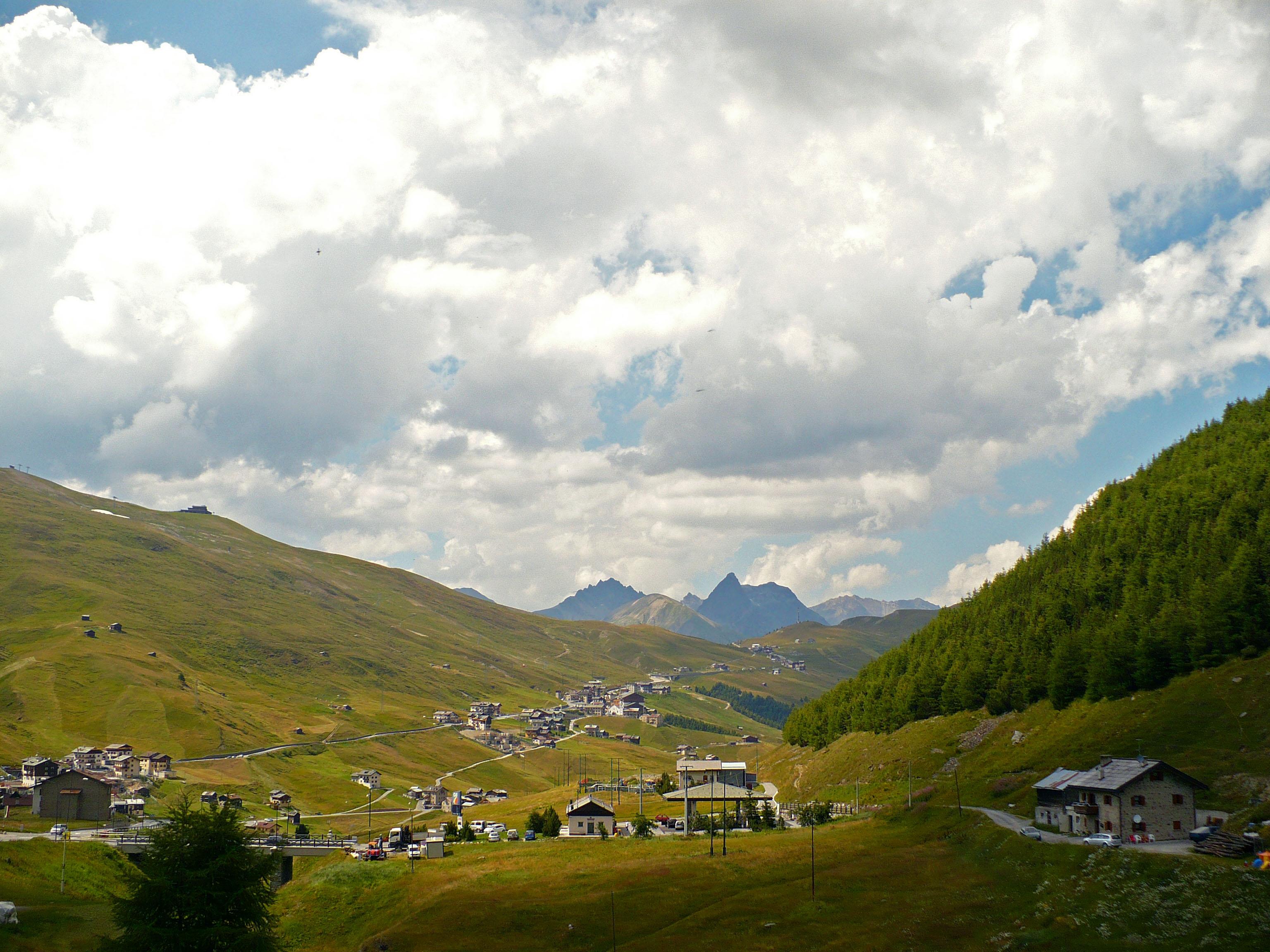
نمایی از تری‌پاله، روستایی در مناطق مرتفع آلپ - ۲۰۱۲

تری‌پاله (انگلیسی: Trepalle) روستایی در مناطق مرتفع آلپ در ایتالیا است. در لیوینیو لمباردی. روستایی است که بر فراز بالاترین قله اروپا واقع شده‌است در ارتفاع ۲۰۶۹ متری در کلیسای پریش وگسترش روستا تا ارتفاع ۲۲۰۹ متری با جمعیتی دائمی و ثابت. بطوریکه دعوایی بین این روستا و تداخل مرزی‌اش با روستای جاف در سوئیس وجود دارد.